# Deutscher Sportclub Arminia Bielefeld 2019-2020
Questa voce raccoglie le informazioni riguardanti il Deutscher Sportclub Arminia Bielefeld nelle competizioni ufficiali della stagione 2019-2020.

## Stagione
Nella stagione 2019-2020 l'Arminia Bielefeld, allenato da Uwe Neuhaus, concluse il campionato di 2. Bundesliga al 1º posto e fu promosso in Bundesliga. In Coppa di Germania l'Arminia Bielefeld fu eliminato al secondo turno dallo Schalke 04.

## Rosa
| N. |                     | Ruolo | Calciatore        |
| -- | ------------------- | ----- | ----------------- |
| 1  | Germania (bandiera) | P     | Stefan Ortega     |
| 2  | Germania (bandiera) | D     | Amos Pieper       |
| 3  | Germania (bandiera) | D     | Brian Behrendt    |
| 4  | Svezia (bandiera)   | D     | Joakim Nilsson    |
| 6  | Germania (bandiera) | C     | Tom Schütz        |
| 7  | Germania (bandiera) | A     | Patrick Weihrauch |
| 8  | Germania (bandiera) | D     | Florian Hartherz  |
| 9  | Germania (bandiera) | A     | Fabian Klos       |
| 10 | Germania (bandiera) | C     | Reinhold Yabo     |
| 11 | Germania (bandiera) | D     | Stephan Salger    |
| 13 | Germania (bandiera) | A     | Sebastian Müller  |
| 14 | Fær Øer (bandiera)  | C     | Jóan Edmundsson   |
| 16 | Germania (bandiera) | C     | Fabian Kunze      |
| 18 | Germania (bandiera) | A     | Nils Quaschner    |
| 19 | Austria (bandiera)  | C     | Manuel Prietl     |

| N. |                     | Ruolo | Calciatore              |
| -- | ------------------- | ----- | ----------------------- |
| 20 | Germania (bandiera) | C     | Nils Seufert            |
| 21 | Germania (bandiera) | A     | Andreas Voglsammer      |
| 23 | Angola (bandiera)   | D     | Anderson Lucoqui        |
| 24 | Spagna (bandiera)   | D     | Alejandro Pérez Navarro |
| 25 | Francia (bandiera)  | D     | Jonathan Clauss         |
| 27 | Svizzera (bandiera) | D     | Cédric Brunner          |
| 29 | Benin (bandiera)    | A     | Cebio Soukou            |
| 30 | Germania (bandiera) | C     | Marcel Hartel           |
| 31 | Ungheria (bandiera) | P     | Ágoston Kiss            |
| 32 | Germania (bandiera) | C     | Keanu Staude            |
| 34 | Svezia (bandiera)   | P     | Oscar Linnér            |
| 36 | Germania (bandiera) | A     | Sven Schipplock         |
| 38 | Germania (bandiera) | C     | Jomaine Consbruch       |
| 40 | Germania (bandiera) | P     | Philipp Klewin          |

## Organigramma societario
Area tecnica
- Allenatore: Uwe Neuhaus
- Allenatore in seconda: Sebastian Hille, Peter Németh
- Preparatore dei portieri: Marco Kostmann
- Preparatori atletici: Reinhard Schnittker

## Calciomercato

### Sessione estiva
| Acquisti | Acquisti          | Acquisti              | Acquisti |
| R.       | Nome              | da                    | Modalità |
| -------- | ----------------- | --------------------- | -------- |
| C        | Marcel Hartel     | Union Berlino         |          |
| D        | Joakim Nilsson    | Elfsborg              |          |
| C        | Jomaine Consbruch | Arminia Bielefeld U17 |          |
| P        | Ágoston Kiss      | Haladás               |          |
| C        | Fabian Kunze      | Rödinghausen          |          |
| A        | Prince Osei Owusu | Monaco 1860           |          |
| A        | Cebio Soukou      | Hansa Rostock         |          |

| Cessioni | Cessioni          | Cessioni             | Cessioni |
| R.       | Nome              | a                    | Modalità |
| -------- | ----------------- | -------------------- | -------- |
| A        | Prince Osei Owusu | Monaco 1860          |          |
| C        | Semir Ucar        | Adanaspor            |          |
| C        | Max Christiansen  | Waldhof Mannheim     |          |
| C        | Cerruti Siya      | Differdange 03       |          |
| P        | Baboucarr Gaye    | Wattenscheid 09      |          |
| D        | Julian Börner     | Sheffield Weds       |          |
| C        | Roberto Massimo   | Stoccarda            |          |
| C        | Can Özkan         | Alemannia Aquisgrana |          |

### Sessione invernale
| Acquisti | Acquisti         | Acquisti | Acquisti |
| R.       | Nome             | da       | Modalità |
| -------- | ---------------- | -------- | -------- |
| A        | Sebastian Müller | Colonia  |          |
| P        | Oscar Linnér     | AIK      |          |

| Cessioni | Cessioni | Cessioni | Cessioni |
| R.       | Nome     | a        | Modalità |
| -------- | -------- | -------- | -------- |

## Risultati

### 2. Bundesliga

#### Girone di andata
| Arbitro: | Dankert |

|            |           |            |
| Prietl 90’ | Marcatori | 32’ Conteh |

| Arbitro: | Petersen |

|                                         |           |                                            |
| Blum 74’ (rig.) Ganvoula 79’ Zoller 85’ | Marcatori | 54’ Voglsammer 56’ Klos 90’ (aut.) Losilla |

| Arbitro: | Thomsen |

|                                            |           |              |
| Nilsson 21’ Klos 60’ Voglsammer 85’ (rig.) | Marcatori | 76’ Daferner |

| Arbitro: | Müller |

|                |           |                                    |
| Besuschkow 46’ | Marcatori | 43’ Edmundsson 63’ Prietl 83’ Yabo |

| Arbitro: | Reichel |

|                                |           |                       |
| Klos 28’ (rig.) Edmundsson 62’ | Marcatori | 4’ Hrgota 22’ Nielsen |

| Arbitro: | Ittrich |

|  |           |                                |
|  | Marcatori | 32’ Klos 64’ (rig.) Voglsammer |

| Arbitro: | Alt |

|                   |           |                                                        |
| Schäffler 4’, 56’ | Marcatori | 20’ Soukou 34’, 73’ Klos 43’ Edmundsson 52’ Voglsammer |

| Arbitro: | Gerach |

|  |           |               |
|  | Marcatori | 90’ Ghaddioui |

| Arbitro: | Schmidt |

|  |           |                |
|  | Marcatori | 57’ Voglsammer |

| Arbitro: | Willenborg |

|          |           |                |
| Klos 50’ | Marcatori | 14’ Hinterseer |

| Arbitro: | Zwayer |

|  |           |                |
|  | Marcatori | 63’ Voglsammer |

| Arbitro: | Kempter |

|                                |           |           |
| Klos 33’ (rig.) Voglsammer 73’ | Marcatori | 68’ Iyoha |

| Arbitro: | Ittrich |

|              |           |                                                  |
| Sørensen 59’ | Marcatori | 10’ Clauss 13’ Voglsammer 15’, 60’ Klos 73’ Yabo |

| Arbitro: | Winkmann |

|            |           |             |
| Clauss 19’ | Marcatori | 31’ Behrens |

| Arbitro: | Heft |

|           |           |                              |
| Kempe 71’ | Marcatori | 48’, 49’ Klos 90’ Voglsammer |

| Arbitro: | Petersen |

|                                |           |                         |
| Klos 81’ (rig.) Edmundsson 90’ | Marcatori | 25’ Lorenz 90’ Wanitzek |

| Heidenheim an der Brenz 14 dicembre 2019, ore 13:00 CET 17ª giornata | Heidenheim | 0 – 0 referto | Arminia Bielefeld | Voith-Arena (11 200 spett.)\| Arbitro: \| Stieler \| |
| Arbitro:                                                             | Stieler    |               |                   |                                                      |

#### Girone di ritorno
| Arbitro: | Gräfe |

|                              |           |  |
| Veerman 3’, 25’ Gyökeres 54’ | Marcatori |  |

| Arbitro: | Kempter |

|                         |           |  |
| Voglsammer 27’ Klos 90’ | Marcatori |  |

| Aue-Bad Schlema 31 gennaio 2020, ore 18:30 CET 20ª giornata | Erzgebirge Aue | 0 – 0 referto | Arminia Bielefeld | Erzgebirgsstadion (9 000 spett.)\| Arbitro: \| Winkmann \| |
| Arbitro:                                                    | Winkmann       |               |                   |                                                            |

| Arbitro: | Stegemann |

|                                                                              |           |  |
| Soukou 15’ Edmundsson 35’ Prietl 65’ Correia 86’ (aut.) Yabo 87’ Brunner 90’ | Marcatori |  |

| Arbitro: | Stieler |

|                         |           |                                                           |
| Nielsen 73’ Redondo 90’ | Marcatori | 13’ Brunner 35’ Klos 68’ (rig.) Soukou 78’ (aut.) Jaeckel |

| Arbitro: | Hartmann |

|          |           |  |
| Yabo 83’ | Marcatori |  |

| Arbitro: | Brych |

|          |           |  |
| Klos 74’ | Marcatori |  |

| Arbitro: | Dankert |

|           |           |            |
| Gómez 53’ | Marcatori | 76’ Soukou |

| Arbitro: | Osmers |

|                 |           |             |
| Klos 17’ (rig.) | Marcatori | 90’ Álvarez |

| Amburgo 24 maggio 2020, ore 13:30 CEST 27ª giornata | Amburgo | 0 – 0 referto | Arminia Bielefeld | Volksparkstadion (0 spett.)\| Arbitro: \| Zwayer \| |
| Arbitro:                                            | Zwayer  |               |                   |                                                     |

| Arbitro: | Pfeifer |

|                                               |           |  |
| Clauss 10’ Voglsammer 62’ Klos 65’ Soukou 87’ | Marcatori |  |

| Arbitro: | Ittrich |

|             |           |                           |
| Mühling 51’ | Marcatori | 23’ Clauss 90’ Schipplock |

| Arbitro: | Rohde |

|          |           |           |
| Klos 14’ | Marcatori | 43’ Erras |

| Sandhausen 12 giugno 2020, ore 18:30 CEST 31ª giornata | Sandhausen | 0 – 0 referto | Arminia Bielefeld | Hardtwaldstadion (0 spett.)\| Arbitro: \| Aarnink \| |
| Arbitro:                                               | Aarnink    |               |                   |                                                      |

| Arbitro: | Kempkes |

|            |           |  |
| Prietl 52’ | Marcatori |  |

| Arbitro: | Brand |

|                                     |           |                                      |
| Hofmann 24’, 70’ (rig.), 88’ (rig.) | Marcatori | 3’ Hartel 10’ Klos 20’ (aut.) Kobald |

| Arbitro: | Gräfe |

|                                    |           |  |
| Klos 14’ Voglsammer 17’ Clauss 53’ | Marcatori |  |

### Coppa di Germania
| Arbitro: | Bokop |

|  |           |                |
|  | Marcatori | 15’ Voglsammer |

| Arbitro: | Gräfe |

|                     |           |                           |
| Klos 72’ Soukou 77’ | Marcatori | 15’ Schöpf 25’, 31’ Raman |

## Statistiche

### Statistiche di squadra
| Competizione      | Punti | In casa | In casa | In casa | In casa | In casa | In casa | In trasferta | In trasferta | In trasferta | In trasferta | In trasferta | In trasferta | Totale | Totale | Totale | Totale | Totale | Totale | DR  |
| Competizione      | Punti | G       | V       | N       | P       | Gf      | Gs      | G            | V            | N            | P            | Gf           | Gs           | G      | V      | N      | P      | Gf     | Gs     | DR  |
| ----------------- | ----- | ------- | ------- | ------- | ------- | ------- | ------- | ------------ | ------------ | ------------ | ------------ | ------------ | ------------ | ------ | ------ | ------ | ------ | ------ | ------ | --- |
| 2. Bundesliga     | 68    | 17      | 9       | 7       | 1       | 32      | 12      | 17           | 9            | 7            | 1            | 33           | 18           | 34     | 18     | 14     | 2      | 65     | 30     | +35 |
| Coppa di Germania | -     | 1       | 0       | 0       | 1       | 2       | 3       | 1            | 1            | 0            | 0            | 1            | 0            | 2      | 1      | 0      | 1      | 3      | 3      | 0   |
| Totale            | 68    | 18      | 9       | 7       | 2       | 34      | 15      | 18           | 10           | 7            | 1            | 34           | 18           | 36     | 19     | 14     | 3      | 68     | 33     | +35 |

### Andamento in campionato
| Giornata  | 1 | 2  | 3 | 4 | 5 | 6 | 7 | 8 | 9 | 10 | 11 | 12 | 13 | 14 | 15 | 16 | 17 | 18 | 19 | 20 | 21 | 22 | 23 | 24 | 25 | 26 | 27 | 28 | 29 | 30 | 31 | 32 | 33 | 34 |
| --------- | - | -- | - | - | - | - | - | - | - | -- | -- | -- | -- | -- | -- | -- | -- | -- | -- | -- | -- | -- | -- | -- | -- | -- | -- | -- | -- | -- | -- | -- | -- | -- |
| Luogo     | C | T  | C | T | C | T | T | C | T | C  | T  | C  | T  | C  | T  | C  | T  | T  | C  | T  | C  | T  | C  | C  | T  | C  | T  | C  | T  | C  | T  | C  | T  | C  |
| Risultato | N | N  | V | V | N | V | V | P | V | N  | V  | V  | V  | N  | V  | N  | N  | P  | V  | N  | V  | V  | V  | V  | N  | N  | N  | V  | V  | N  | N  | V  | N  | V  |
| Posizione | 7 | 11 | 7 | 2 | 5 | 3 | 3 | 3 | 3 | 3  | 2  | 2  | 1  | 2  | 1  | 1  | 1  | 1  | 1  | 1  | 1  | 1  | 1  | 1  | 1  | 1  | 1  | 1  | 1  | 1  | 1  | 1  | 1  | 1  |

Legenda:

Luogo: C = Casa; T = Trasferta. Risultato: V = Vittoria; N = Pareggio; P = Sconfitta.

### Statistiche dei giocatori
!! colspan="4" | Totale

| Giocatore     | 2. Bundesliga | 2. Bundesliga | 2. Bundesliga | 2. Bundesliga | Coppa di Germania B. Behrendt | Coppa di Germania B. Behrendt | Coppa di Germania B. Behrendt | Coppa di Germania B. Behrendt | 7        | 0    | 1           | 0          | 1 | 0 | 0 | 0 | 8 | 0 | 1 | 0 |
| Giocatore     | Presenze      | Reti          | Ammonizioni   | Espulsioni    | Presenze                      | Reti                          | Ammonizioni                   | Espulsioni                    | Presenze | Reti | Ammonizioni | Espulsioni |   |   |   |   |   |   |   |   |
| C. Brunner    | 27            | 2             | 6             | 0             | 0                             | 0                             | 0                             | 0                             | 27       | 2    | 6           | 0          |   |   |   |   |   |   |   |   |
| J. Clauss     | 34            | 5             | 2             | 0             | 2                             | 0                             | 0                             | 0                             | 36       | 5    | 2           | 0          |   |   |   |   |   |   |   |   |
| J. Consbruch  | 1             | 0             | 0             | 0             | 0                             | 0                             | 0                             | 0                             | 1        | 0    | 0           | 0          |   |   |   |   |   |   |   |   |
| J. Edmundsson | 22            | 5             | 3             | 0             | 1                             | 0                             | 0                             | 0                             | 23       | 5    | 3           | 0          |   |   |   |   |   |   |   |   |
| M. Hartel     | 33            | 1             | 1             | 0             | 2                             | 0                             | 0                             | 0                             | 35       | 1    | 1           | 0          |   |   |   |   |   |   |   |   |
| F. Hartherz   | 32            | 0             | 2             | 0             | 1                             | 0                             | 0                             | 0                             | 33       | 0    | 2           | 0          |   |   |   |   |   |   |   |   |
| Á. Kiss       | 0             | 0             | 0             | 0             | 0                             | 0                             | 0                             | 0                             | 0        | 0    | 0           | 0          |   |   |   |   |   |   |   |   |
| P. Klewin     | 0             | 0             | 0             | 0             | 0                             | 0                             | 0                             | 0                             | 0        | 0    | 0           | 0          |   |   |   |   |   |   |   |   |
| F. Klos       | 33            | 21            | 4             | 1             | 2                             | 1                             | 0                             | 0                             | 35       | 22   | 4           | 1          |   |   |   |   |   |   |   |   |
| F. Kunze      | 15            | 0             | 1             | 0             | 1                             | 0                             | 0                             | 0                             | 16       | 0    | 1           | 0          |   |   |   |   |   |   |   |   |
| J. Laursen    | 0             | 0             | 0             | 0             | 0                             | 0                             | 0                             | 0                             | 0        | 0    | 0           | 0          |   |   |   |   |   |   |   |   |
| O. Linnér     | 0             | 0             | 0             | 0             | 0                             | 0                             | 0                             | 0                             | 0        | 0    | 0           | 0          |   |   |   |   |   |   |   |   |
| A. Lucoqui    | 4             | 0             | 1             | 0             | 1                             | 0                             | 0                             | 0                             | 5        | 0    | 1           | 0          |   |   |   |   |   |   |   |   |
| S. Müller     | 0             | 0             | 0             | 0             | 0                             | 0                             | 0                             | 0                             | 0        | 0    | 0           | 0          |   |   |   |   |   |   |   |   |
| J. Nilsson    | 29            | 1             | 1             | 0             | 2                             | 0                             | 0                             | 0                             | 31       | 1    | 1           | 0          |   |   |   |   |   |   |   |   |
| S. Ortega     | 34            | 0             | 0             | 0             | 2                             | 0                             | 0                             | 0                             | 36       | 0    | 0           | 0          |   |   |   |   |   |   |   |   |
| A. Pieper     | 31            | 0             | 2             | 0             | 2                             | 0                             | 0                             | 0                             | 33       | 0    | 2           | 0          |   |   |   |   |   |   |   |   |
| M. Prietl     | 31            | 4             | 10            | 0             | 2                             | 0                             | 0                             | 0                             | 33       | 4    | 10          | 0          |   |   |   |   |   |   |   |   |
| Á. Pérez      | 3             | 0             | 0             | 0             | 0                             | 0                             | 0                             | 0                             | 3        | 0    | 0           | 0          |   |   |   |   |   |   |   |   |
| N. Quaschner  | 0             | 0             | 0             | 0             | 0                             | 0                             | 0                             | 0                             | 0        | 0    | 0           | 0          |   |   |   |   |   |   |   |   |
| N. Rehnen     | 0             | 0             | 0             | 0             | 0                             | 0                             | 0                             | 0                             | 0        | 0    | 0           | 0          |   |   |   |   |   |   |   |   |
| S. Salger     | 17            | 0             | 1             | 0             | 0                             | 0                             | 0                             | 0                             | 17       | 0    | 1           | 0          |   |   |   |   |   |   |   |   |
| S. Schipplock | 9             | 1             | 3             | 0             | 0                             | 0                             | 0                             | 0                             | 9        | 1    | 3           | 0          |   |   |   |   |   |   |   |   |
| T. Schütz     | 13            | 0             | 1             | 0             | 1                             | 0                             | 0                             | 0                             | 14       | 0    | 1           | 0          |   |   |   |   |   |   |   |   |
| N. Seufert    | 15            | 0             | 1             | 0             | 2                             | 0                             | 0                             | 0                             | 17       | 0    | 1           | 0          |   |   |   |   |   |   |   |   |
| C. Soukou     | 31            | 5             | 4             | 0             | 1                             | 1                             | 0                             | 0                             | 32       | 6    | 4           | 0          |   |   |   |   |   |   |   |   |
| K. Staude     | 5             | 0             | 0             | 0             | 0                             | 0                             | 0                             | 0                             | 5        | 0    | 0           | 0          |   |   |   |   |   |   |   |   |
| A. Voglsammer | 29            | 12            | 2             | 0             | 2                             | 1                             | 0                             | 0                             | 31       | 13   | 2           | 0          |   |   |   |   |   |   |   |   |
| P. Weihrauch  | 5             | 0             | 0             | 0             | 0                             | 0                             | 0                             | 0                             | 5        | 0    | 0           | 0          |   |   |   |   |   |   |   |   |
| R. Yabo       | 24            | 4             | 5             | 0             | 1                             | 0                             | 0                             | 0                             | 25       | 4    | 5           | 0          |   |   |   |   |   |   |   |   |
| C. Özkan      | 0             | 0             | 0             | 0             | 0                             | 0                             | 0                             | 0                             | 0        | 0    | 0           | 0          |   |   |   |   |   |   |   |   |